# Jean-Pierre Rimbert
Jean-Pierre Rimbert est un footballeur français, né le 24 juin 1944 à Mers-les-Bains (Somme), qui jouait au poste de gardien de but du début des années 1960 au milieu des années 1970.

## Biographie
Natif de Mers-les-Bains, il commence sa carrière au CO Roubaix-Tourcoing (1961-1963) avant de jouer pour Boulogne-sur-Mer (1963-1969) et Évreux (1970-1974)
Jean-Pierre joue au total neuf saisons en Division 2 entre 1961 et 1972, pour un total de 70 matchs à cet échelon.

## Carrière
- 1961-1963 :  CO Roubaix-Tourcoing (D2)
- 1963-1969 :  USG Boulogne (D2)
- 1970-1974 :  Évreux AC (D3, D2, D3)